# Leptophloeus parallelus
Leptophloeus parallelus là một loài bọ cánh cứng trong họ Laemophloeidae. Loài này được Lefkovitch miêu tả khoa học năm 1962.